# Carpiner See
Der Carpiner See ist ein See in der Gemeinde Carpin im Landkreis Mecklenburgische Seenplatte zwischen dem wesentlich größeren Schlesersee (GKZ = 96642632, 64,2 m ü. NHN), in den er abfließt, und dem Ort Carpin. Der See gehört zum Einzugsgebiet der Tollense und damit der Peene. Er ist weniger als einen Kilometer von der Wasserscheide zu dem der Havel und damit der Elbe entfernt. Er hat eine Nord-Süd-Ausdehnung von etwa 450 Metern und eine West-Ost-Ausdehnung von etwa 100 Metern. Sein Wasserspiegel liegt 67,3 Meter über dem Meer. Gespeist wird er aus einem südlich anschließenden kleinen Tal mit einem gut einen Kilometer langen Quellbach, der in gut 75 m Meereshöhe entspringt.